# Garbage
Garbage (в переводе с англ. — «мусор») — американская рок-группа, сформированная в городе Мэдисон в 1994 году. В состав группы входят шотландская певица Ширли Мэнсон (вокал, гитара, клавишные) и американские музыканты Стив Маркер (гитара, клавишные), Дюк Эриксон (бас-гитара, клавишные, гитара, перкуссия) и Бутч Виг (ударные, перкуссия). Коллектив стал известен своим необычным звучанием, выразительным вокалом солистки, а также инновационными средствами обработки звука. Состав группы ни разу не менялся (за исключением концертных участников). Garbage являются одной из наиболее успешных рок-групп 1990-х годов. Всего в мире продано более 17 миллионов экземпляров альбомов Garbage.

## История

### Формирование группы (1993—1994)
История Garbage берёт своё начало в Мэдисоне, где в 1983 году бывшие студенты Стив Маркер и Брайан «Бутч» Виг открыли студию звукозаписи Smart Studios. Следующие шесть лет Бутч Виг играл на ударных в группе Дюка Эриксона Fire Town и частично занимался продюсированием Spooner. С 1988 года Виг всерьёз занялся продюсерской деятельностью. Настоящим прорывом в карьере Бутча Вига стало продюсирование в 1991 году альбома Nevermind группы Nirvana; успех Nevermind сделал Вига одним из самых значимых продюсеров США. Виг стал известен и как создатель ремиксов. Вместе с Маркером, Бутч работал с такими знаменитыми музыкальными коллективами, как Nine Inch Nails, Depeche Mode и U2. Опыт совместной работы вдохновил трёх музыкантов на создание собственной группы. Название нового проекта «Garbage» произошло от едкого комментария приятеля Бутча Вига к совместному творчеству Вига, Маркера и Эриксона.
Музыканты были убеждены, что вокалистом новой группы должна быть именно девушка. В 1994 году они случайно увидели на MTV, в рамках шоу «120 Minutes», видеоклип «Suffocate Me» малоизвестной шотландской группы Angelfish, вокалистом которой была Ширли Мэнсон. Музыкантам понравилась Мэнсон с её чувственным вокалом и необычной эффектной внешностью. Бутч Виг связался с Ширли Мэнсон и предложил стать вокалисткой в группе. Мэнсон согласилась принять участие в новом проекте. Первое прослушивание шло очень плохо; у певицы не было достаточно опыта работы в студии. Ширли Мэнсон вернулась к Angelfish, но вскоре группа распалась и Мэнсон сама связалась с менеджером Garbage и попросилась на новое прослушивание.

### Дебютный альбом (1994—1997)
Осенью 1994 года Garbage начали работу над студийным материалом. Первые треки были записаны в хижине в лесах Висконсина. Затем группа перебралась в Smart Studios. Музыканты экспериментировали, совмещая различные музыкальные направления от панк-рока, техно и джаза до индастриала, хип-хопа и фанка. В конце 1994 Garbage подписывают контракт с лейблами Mushroom Records и Almo Sounds. 15 августа 1995 года состоялся релиз дебютного студийного альбома Garbage. Пластинка была встречена благосклонными отзывами критиков и стала одним из самых успешных музыкальных релизов года. Обозреватели высоко оценили стремление группы создавать композиции на стыке различных жанров. Сопровождавшие выход альбома синглы также достигли коммерческого успеха, в особенности «Stupid Girl» и «Only Happy When It Rains». Журнал Melody Maker определил альбом на 18-ю строчку списка 50-ти лучших альбомов 1995 года, а журнал Rolling Stone назвал Ширли Мэнсон лучшей новой вокалисткой.
5 ноября 1995 года группа отправляется в свой первый концертный тур Garbage Tour, который продлился до декабря 1996 года. Во время тура к Garbage присоединился ещё один участник — басист Дэниел Шульман.
12 ноября 1996 года группа выпускает видеоальбом Garbage Video, а 14 ноября коллектив получил награду «MTV Europe Music Awards» в категории «Прорыв года». Росту популярности группы, помимо всего прочего, способствовало использование музыки Garbage на телевидении, в фильмах и компьютерных играх; песня «#1 Crush» прозвучала в фильме База Лурмана Ромео + Джульетта, а трек «As Heaven is Wide» вошёл в саундтрек к игре Gran Turismo для игровой приставки PlayStation. В феврале 1997 года группа номинировалась на премию «Грэмми» в категориях «Лучший новый исполнитель», «Лучшее вокальное рок-исполнение дуэтом или группой» и «Лучшая рок-песня» за композицию «Stupid Girl».

### Version 2.0(1997—1999)
В марте 1997 года Garbage переехали в Вашингтон для записи новой пластинки. Когда часть материала была готова, группа перебралась в Мэдисон, где в Smart Studios музыканты закончили работу над диском. В марте 1998 года вышел сингл «Push It», который сразу же возглавил хит-парад Великобритании. Сюрреалистический видеоклип на эту песню приобрёл популярность и часто транслировался на MTV. Музыкальное видео получило несколько номинаций на премии «MTV Video Music Awards», «MTV Europe Music Awards» и «MVPA Music Video Awards». 11 мая 1998 года увидел свет второй студийный альбом Garbage Version 2.0. Диск превзошёл успех дебютной пластинки; Version 2.0 был удостоен золотого и платинового статуса во многих странах. По сравнению с предыдущим альбомом, ориентированным на пост-гранж, Version 2.0 отличается большим уклоном в сторону электронной музыки и техно. При записи альбома использовались семплы хитов различных рок-групп 1960-х, 1970-х и 1980-х годов, что, по мнению участников коллектива, придало пластинке «едва уловимое ностальгическое настроение».
15 мая 1998 года стартовал концертный тур Version 2.0 World Tour, продлившийся до ноября 1999 года. Во время гастролей, Garbage впервые выступили в России. Концерты в Париже и Санкт-Петербурге были сняты и показаны на каналах MTV Europe и MTV Россия.
Популярность Garbage достигла пика, когда в 1999 году группа записала и выпустила песню Дэвида Арнольда «The World Is Not Enough» для саундтрека к одноимённому фильму о Джеймсе Бонде. Сингл был положительно воспринят общественностью и достиг высоких продаж.

### Beautiful Garbage(1999—2002)
Предпосылки к созданию нового студийного альбома появились в сентябре 1999 года, когда Garbage собрались в студии во время своего мирового турне в поддержку альбома Version 2.0 и записали две композиции. В начале 2000 года группа планировала выпустить сборник би-сайдов и ремиксов. Но этому препятствовал судебный процесс с Universal Music Group. Garbage подписали контракт с Interscope Records, и в апреле 2000 года коллектив приступил к работе над третьим студийным альбомом. Ширли Мэнсон вела еженедельный онлайн-дневник, в котором она рассказывала о процессе записи пластинки. Garbage ещё больше старались отойти от рок-звучания; музыканты использовали большое количество клавишных инструментов и различных средств обработки звука. Название альбома выбиралось при участии фанатов, среди которых на официальном сайте группы был объявлен конкурс на лучший вариант.
Релиз третьего студийного альбома Beautiful Garbage состоялся 1 октября 2001 года. Вышедший спустя три недели после терактов 11 сентября в Нью-Йорке, альбом сильно пострадал из-за отсутствия рекламной кампании в США. В музыкальном отношении Beautiful Garbage был задуман, как едкая сатира на культ гламура и современную поп-культуру. Тексты песен Beautiful Garbage отличаются большей открытостью и отражают личные переживания Ширли Мэнсон, хотя некоторые треки имеют ярко выраженный иронический и пародийный характер. Но альбом получил довольно противоречивые отзывы от музыкальных критиков. Тем не менее Beautiful Garbage занял первое место Top Electronic Albums, а в конце 2001 года диск был включён в список «10 лучших альбомов года» журнала Rolling Stone.
В октябре 2001 Garbage отправились в тур Beautiful Garbage World Tour. Во время гастролей возникли проблемы со здоровьем Ширли Мэнсон и Бутча Вига, вследствие чего на нескольких концертах Виг заменялся Мэттом Чемберленом и Мэттом Уолкером, а выступления в Северной Америке и вовсе были отменены из-за проблем с голосом у Мэнсон. Во время тура Garbage отыграли два концерта в России, 2 июля в Санкт-Петербурге и 3 июля в Москве. Beautiful Garbage World Tour завершился 10 декабря 2002 года. Он стал одним из самых коммерчески успешных туров в истории группы.

### Bleed Like Meи перерыв (2003—2006)
В марте 2003 года Garbage начали запись четвёртого студийного альбома. Но работа над альбомом была приостановлена уже летом, когда Ширли Мэнсон была сделана тяжёлая операция по удалению кисты на голосовых связках. После этого запись неоднократно прерывалась, а отношения между музыкантами становились всё более напряжёнными. В октябре 2003 Ширли Мэнсон вернулась в Эдинбург и запись альбома приостановилась.
В январе 2004 года Garbage собрались в студии The Boat в Лос-Анджелесе. К записи группа привлекла несколько сторонних музыкантов; к группе присоединились лидер Foo Fighters Дэйв Грол, Джон Кинг, Мэтт Чемберлен и Джастин Мелдал-Джонсен. В ноябре 2004 года стало известно официальное название новой пластинки Bleed Like Me (в переводе с англ. — «истекай кровью как я»), а 15 декабря участники группы объявили о том, что запись окончена. 11 апреля 2005 года состоялся выход четвёртого студийного альбома Bleed Like Me. Диск ознаменовал новый взлёт популярности группы. Bleed Like Me занял высокие строчки хит-парадов некоторых стран и получил статус золотого в Австралии. Bleed Like Me отходит от электронной музыки к рок-звучанию и индастриалу, тем самым напоминая стиль концертных выступлений, нежели студийное творчество группы. С точки зрения лирики Bleed Like Me стал более политически направленным; как признаётся Ширли Мэнсон, она хотела привлечь внимание людей к неразумной политике США в области защиты прав человека и к вторжению коалиционных сил в Ирак.
В марте 2005 года стартовал концертный тур Bleed Like Me World Tour. Во время тура в состав группы вошли Эрик Эвери и Мэтт Уолкер. Коллектив провёл выступления в Европе и Австралии. Также Garbage выступили в России в рамках фестиваля Tuborg GreenFest в Москве. 25 августа 2005 года музыканты заявили, что намерены отменить часть тура. Bleed Like Me World Tour завершился 1 октября концертом в городе Перт в Австралии. Позже участники группы объявили о «бессрочном отпуске» и прекратили творческую деятельность ссылаясь на «усталость» коллектива от гастролей и совместной работы. В течение 2006 года участники группы активно занимались сторонними проектами.

### Absolute Garbageи сторонние проекты (2007—2009)
Перерыв Garbage завершился в начале 2007 года, когда группа выступила на благотворительном концерте в Глендейл. В феврале Garbage собрались в домашней студии Бутча Вига GrungeIsDead и записали четыре трека, среди которых «Tell Me Where It Hurts», стилизованный под поп-музыку 1970-х годов, был выпущен в качестве сингла. 23 июля 2007 года группа выпустила сборник лучших песен Absolute Garbage. Специальное издание альбома содержало ремиксовый бонус-диск с работами от UNKLE, Massive Attack, The Crystal Method, Fun Lovin’ Criminals и других. В начале 2008 года участники группы заявили, что планируют начать запись нового студийного альбома уже в середине года. Однако этого так и не произошло: Ширли Мэнсон снялась во 2-м сезоне сериала Терминатор: Битва за будущее в роли Кэтрин Уивер, Стив Маркер и Дюк Эриксон продолжили деятельность в качестве звукоинженеров, а Бутч Виг занялся продюсированием альбомов групп Green Day и Foo Fighters. В середине 2008 года Ширли Мэнсон продолжила начатую в 2006 году работу над сольным альбомом, но контракт с Geffen Records был расторгнут из-за того, что лейбл посчитал композиции Мэнсон «слишком нуарными».
5 августа 2008 года вышел благотворительный сборник Songs for Tibet: The Art of Peace, куда была включена песня «All the Good in This Life». В октябре неизданная композиция группы «Witness to Your Love» была представлена в специальном сборнике Give. Listen. Help. Volume 5, все доходы от продажи которого пошли на лечение детей, страдающих онкологическими заболеваниями.
Весной 2009 года Ширли Мэнсон выложила в Facebook свои сольные композиции «In the Snow», «Pretty Horses» и «Lighten Up». Спустя некоторое время певица заявила о возможном уходе из музыкальной индустрии. Ширли Мэнсон сказала, что думала об этом ещё в 2008 году, когда умерла её мать. «Я больше не испытываю никакой радости от участия в музыкальном бизнесе, похоже, что мой энтузиазм иссяк». — говорила Мэнсон. Однако, через некоторое время, она вернулась к музыке.

### Not Your Kind of People(2010—2015)
«Люди в звукозаписывающих компаниях боятся совершить ошибку. Музыка не может развиваться в такой среде. Этот вид искусства нельзя поставить в рамки. Нельзя воспринимать музыку, как кусок мяса. Нужно позволить ей изменяться, двигаться и дышать».
Garbage собрались в студии в Лос-Анджелесе в начале 2010 года. Об этом сообщила Ширли Мэнсон в Facebook и Твиттере. В октябре 2010 года музыканты официально подтвердили начало работы над пятым студийным альбомом, добавив, что группа намерена издаваться на собственном независимом лейбле. В декабре 2011 года была выпущена кавер-версия композиции «Who’s Gonna Ride Your Wild Horses» группы U2, которую Garbage записали для трибьют-альбома AHK-toong BAY-bi Covered в честь 20-летия альбома Achtung Baby. В январе 2012 года участники группы сообщили о создании собственного лейбла звукозаписи Stunvolume Records. Релиз пятого студийного альбома Not Your Kind of People состоялся 15 мая 2012 года. Пластинка была положительно встречена критиками. Обозреватели сошлись на мнении, что Garbage вернулись к присущему им стилю, так как в Not Your Kind of People музыкантами был сделан больший упор на синтезаторы — тем самым они создали звучание, схожее с альбомами Garbage и Version 2.0. Тексты песен Not Your Kind of People отличаются общей отрешённостью и мрачностью. Ширли Мэнсон пояснила, что композиции альбома повествуют о людях-аутсайдерах, которые не могут свыкнуться с тем, что они навсегда останутся чужаками.
6 апреля 2012 года в Лос-Анджелесе стартовал гастрольный тур Not Your Kind of People World Tour, который стал первым концертным мероприятием для группы с 2007 года. Группа посетила Россию — 11 мая в Санкт-Петербурге и 12 мая в Москве. Также группа выступила 11 июня в Самаре в рамках фестиваля Рок над Волгой. В начале ноября 2012 года группа провела небольшой тур по городам России: концерты прошли в Казани, Нижнем Новгороде, Екатеринбурге, Новосибирске, Санкт-Петербурге и Москве. В марте 2013 года Not Your Kind of People World Tour был завершён. 27 мая состоялся релиз видеоальбома One Mile High... Live, который содержал запись концерта в Денвере.
В апреле 2014 года вышел сингл «Girls Talk». Сама композиция была записана во время студийных сессий «Tell Me Where It Hurts».
В 2014 году Мэнсон подтвердила, что работает над книгой, отметив, что это будет её «любовный роман» 23 января 2015 года Garbage на своей странице в Facebook заявили, что завершили две новые песни для Record Store Day 2015; «The Chemicals», при участии Брайана Оберта из Silversun Pickups, была выпущена 15 апреля 2015 года. 25 апреля 2015 года группа выступила на фестивале the Pa’l Norte Rock Festival в Монтеррее, в Мексике.
2 октября 2015 года группа выпустила делюксовое издание своего дебютного альбома в честь его 20-летия. Альбом был ремастирован с оригинальной ленты, и в него были включены все би-сайды (названные в альбоме джи-сайдами). Во время 20 Years Queer tour, Виг объявил, что сведение нового альбома будет завершено к 1 февраля 2016 года, и что его продвижению будет способствовать мировое турне, которое начнётся летом.

### Strange Little Birds(2016)
6 февраля 2016 года Garbage на своей странице в Facebook заявили, что микширование почти завершено: «Наш новый альбом находится на расстоянии одного дюйма, всего в одном дюйме от готовности. И я имею в виду, что на расстоянии одного дюйма от полного завершения. Записано, смикшировано и скоро предстоит мастеринг.» Виг также подтвердил название новой песни, «Even Though Our Love is Doomed». Спустя три дня Garbage объявили, что закончили альбом. В итоге шестой студийный альбом Strange Little Birds был выпущен 10 июня 2016 года.

### Version 2.0: 20th Anniversaryи новый альбом (2018 — настоящее)
В мае 2018 года группа анонсировала, что планирует выпустить 20 и юбилейное издание своего второго альбома Version 2.0, аналогичное 20 изданию дебютного одноимённого альбома. После его выпуска Garbage планировали в конце того же 2018 года отправиться в тур. По состоянию на март 2018 года Garbage также работают над новым студийным альбомом, который, по словам Ширли Мэнсон, должен выйти в 2020 году.

## Музыкальная характеристика
Критики, как правило, относят стилистику Garbage к альтернативному року, электронной музыке и пост-гранжу. Однако творчество группы охватывает более широкий диапазон жанров. На протяжении всей карьеры в стиль Garbage вносились элементы индастриала, техно, готик-рока и трип-хопа. Одна из особенностей коллектива — техника семплинга и создание с помощью средств звукозаписи старт-стоп-эффекта или искажения вокала. По словам самих музыкантов, их главной целью является сочетать самые разные жанры и создавать из этого поп-музыку. Ширли Мэнсон описала стиль Garbage как «сай-фай-поп», так как по её мнению группа использует «футуристический подход» при создании композиций.
На Garbage большое влияние оказала музыка Дэвида Боуи, Патти Смит, Roxy Music, The Smashing Pumpkins, Siouxsie and the Banshees, Blondie, The Pretenders, Curve, My Bloody Valentine, Nine Inch Nails, U2, Depeche Mode и House of Pain.

## Дискография
Студийные альбомы
- Garbage (1995)
- Version 2.0 (1998)
- Beautiful Garbage (2001)
- Bleed Like Me (2005)
- Not Your Kind of People (2012)
- Strange Little Birds (2016)
- No Gods No Masters (2021)
- Let All That We Imagine Be the Light (2025)

## Состав группы
- Ширли Мэнсон — вокал, гитара, клавишные
- Дюк Эриксон — гитара, бас-гитара, клавишные, бэк-вокал
- Стив Маркер — гитара, бас-гитара, клавишные, бэк-вокал
- Бутч Виг — ударные, перкуссия

### Концертные участники
- Эрик Эвери — бас-гитара, гитара, клавишные (2005—2013)
- Дэниел Шульман — бас-гитара (1995—2002)
- Мэтт Чемберлен — ударные (2001—2002) — внештатный сотрудник Вига
- Мэтт Уолкер — ударные (2001—2005) — внештатный сотрудник Вига

## Концертные туры
- Garbage tour[англ.] (1995–1996)
- Version 2.0 tour[англ.] (1998–1999)
- Beautiful Garbage tour[англ.] (2001–2002)
- Bleed Like Me tour[англ.] (2005)
- Not Your Kind of People tour[англ.] (2012–2013)
- 20 Years Queer tour[англ.] (2015)
- Strange Little Birds tour[англ.] (2016)
- Rage and Rapture tour[англ.] (вместе с Blondie) (2017)[88][89]
- 20 Years Paranoid[англ.] (2018)[90][91]
- Destroying Angels (2019)